# ТЭЦ Меховице
ТЭЦ Меховице — бывшая теплоэлектроцентраль на юге Польши в городе Бытом.
В 1942 году в Бытоме (который до конца Второй мировой войны принадлежал Германии) началось строительство электростанции Kraftwerk Mechtal, которая должна была иметь четыре энергоблока мощностью по 55 МВт. В начале 1945 года здесь уже работали три блока, однако после поражения Германии основное оборудование электростанции было вывезено в СССР. В 1953—1954 годах станцию отстроили по первоначальному проекту, при этом использовали оборудование словацкого производства, в частности, установили восемь котлов Первого Брненского машиностроительного завода типа ОР-130.
С 1960-х годов станция начала выполнять функцию теплоэлектроцентрали. По состоянию на конец 1990-х годов в работе оставались только два основных турбинных агрегата, у которых в 1986 и 1995 годах конденсационные турбины заменили на теплофикационные 7UC60 мощностью по 55 МВт. В 1998 году дополнительно запустили одну конденсационную турбину мощностью 15 МВт.
В 1993 году магистральный теплопровод соединил станцию Меховице с другой бытомской теплоэлектроцентралью — Шомберской. Это позволило к 1998 году прекратить на последней генерацию электроэнергии, хотя она продолжала выполнять функцию пиковой котельной.
По состоянию на 2015 год в работе оставались только четыре паровых котла и одна турбина мощностью 55 МВт, при этом тепловая мощность площадки оценивалась как 319 МВт. В 2018 году с Бытомом соединили ТЭЦ Забже, на которой ввели в эксплуатацию новую турбину мощностью 75 МВт. Это позволило вывести из эксплуатации последние генерирующие мощности на ТЭЦ Меховице, которая на данный момент преобразована в пиковую котельную. При этом в ближайшие несколько лет планировалось заменить паровые котлы на современные водогрейные, первый из которых типа WR-25 мощностью 25 МВт запущен в 2016 году. А в 2018 году был заключен контракт на установку котла мощностью 40 МВт.